# Einbringen
Einbringen (auch der Begriff negatives Aussperren war üblich) ist ein Fachbegriff aus dem Schriftsatz und bezeichnet das Verfahren, Schriftzeilen auf eine vorgesehene Breite zu verkürzen, indem die Wortabstände verringert werden. 
Im Unterschied zum gebräuchlicheren Austreiben erschwert das Einbringen unter Umständen die Lesbarkeit, weil die Wortabstände weniger ins Auge fallen, aber es hilft manchmal, Satzfehler wie Hurenkind und Schusterjunge zu vermeiden. In der modernen Textverarbeitung ist das Einbringen kaum mehr üblich. Im Handsatz mussten die Wortabstände nach einem festgeschriebenen Regelwerk verändert werden, das vorangehende Satzzeichen, die Form der Buchstaben oder die Länge der Wörter bei der Auswahl des  richtigen Ausschlusses berücksichtigte.